# Küssender Gurami
Der Küssende Gurami (Helostoma temminkii) ist ein großer, in Südostasien weit verbreiteter Süßwasserfisch und war der erste Labyrinthfisch, der als Nutztier zur Fleischgewinnung in Teichanlagen bewirtschaftet wurde.

## Merkmale

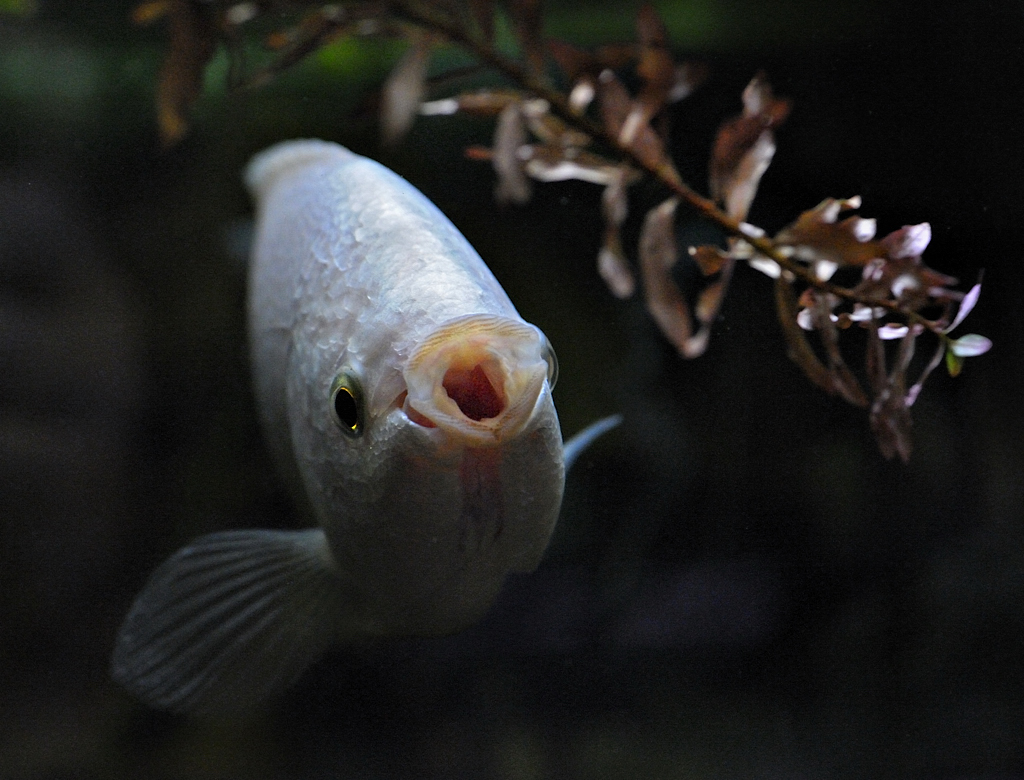
Küssender Gurami

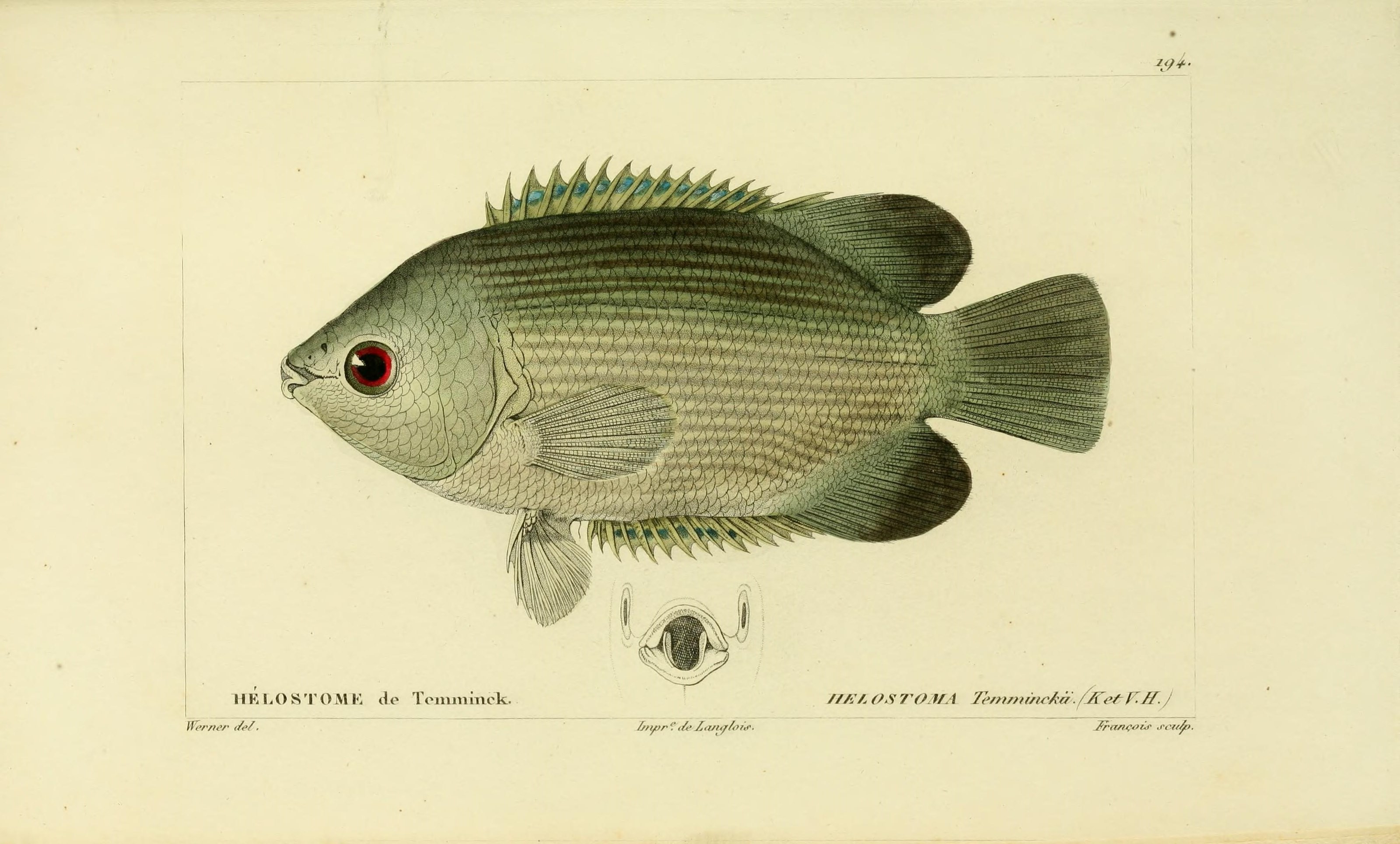
Die Zeichnung aus dem 19ten Jh. zeigt einen wildfarbenen Küssenden Gurami

Küssende Guramis erreichen eine Gesamtlänge von bis zu 30 Zentimetern. Der Körper ist deutlich seitlich abgeflacht. Die zunächst gestreckten Jungtiere werden zu hochrückigen Erwachsenen. Etwa ab der Mitte der Kiemendeckel spitzt sich der Kopf bis zu dem breiten fleischigen Maul zu. Auf den wulstigen Lippen befinden sich kleine bewegliche Zähne, während alle anderen Bereiche von Maul und Schlund zahnlos sind. Hierin unterscheiden sich Küssende Guramis von allen anderen Labyrinthfischen. Auf einer silbrig, grau oder auch leicht olivgrün schimmernden Grundfarbe erstrecken sich ab dem hinteren Kiemenrand über den ganzen Körper gleichmäßig verteilte schmale Längsstreifen, die sich von ihren ebenso schmalen Zwischenräumen dunkler absetzen. Der Ansatz der Schwanzflosse ist von einem schmalen Ring in der Farbe der Längsstreifen umgeben. Alle paarigen Flossen und die Schwanzflosse sind farblos und durchsichtig. Rücken- und Afterflosse sind im Bereich der Hartstrahlen gezahnt; hier verläuft die Körperfarbe teilweise in die Flossenhäute und bildet einen Saum. Das sehr groß wirkende Auge ist gelborange, manchmal auch rot gefärbt.
Die zur Atmung weitestgehend funktionslosen Kiemen sind zu einem komplexen und filigranen Reusensystem umgebildet, mit dem Küssende Guramis Phyto- und Zooplankton aus dem Wasser filtrieren. Plankton macht den größten Teil ihrer natürlichen Ernährung aus. Mit ihren bezahnten vorstreckbaren Lippen lutschen sie Kleinstlebewesen aus sessilen Algen und raspeln an Pflanzenblättern. Bereits größere Insektenlarven können sie nicht verwerten. Die Lippen spielen auch im Kommentverhalten eine wichtige Rolle. Es drückt sich in einem gering aggressiven, gegenseitigen Schieben mit den vorgestülpten Lippen aus, das wie Küssen aussieht. Dieses Küssen, jedoch nicht nur auf das Maul, sondern auch auf die Flanken und den Bauch des Sexualpartners, ist auch Bestandteil der Balz. Äußere Geschlechtsmerkmale bestehen nicht. Laichreife Weibchen kann man an ihrer Leibesfülle erkennen.
Flossenformel: Dorsale XVI–XVIII/13–16, Anale XIII–XV/17–19.

## Merkmale der xanthistischen Form
Wohl im Zuge der Nutzung als Wirtschaftsfisch kam eine ungezeichnete und helle Zuchtform zustande, die aufgrund der Guanin-Reflexion der Schuppen zwar überwiegend weiß oder rosa erscheint, aber xanthistisch ist. Beim Xanthismus, einem rezessiv vererbten Farbmangel, fehlt das dunkle Pigment Melanin. Für die Körperfärbung sind auf den Lipophoren abgelagerte Lipochrome verantwortlich, Pigmentfarben, die in Xanthophoren (gelb) und Erythrophoren (rot) unterschieden werden. Durch den vollständigen Mangel an Melanin entfällt die Fähigkeit zum Farbwechsel. Farbsignale spielen bei der intraspezifischen Kommunikation wildfarbener Küssender Guramis aber eine wichtige Rolle. Umso erstaunlicher ist, dass die Zuchtform keine von der natürlichen Art abweichenden Verhaltensstrukturen zeigt und sich beide Erscheinungsformen problemlos miteinander vermehren. Noch merkwürdiger ist, dass die Zuchtform in natürlichen Gewässern dauerhaft übersteht und sich dort auch erfolgreich vermehrt. Normalerweise haben helle Mutationen in der Natur keine großen Überlebenschancen, weil sie Prädatoren sofort auffallen. Abweichend gefärbte Morphen behaupten sich in natürlichen Populationen normalerweise nur dann, wenn der Färbung keine Relevanz zu eigen ist. Das ist eigentlich nur bei Arten der Fall, die in ständiger Dunkelheit (Höhlen, Tiefsee …) leben. Hier bestehen deutliche Konvergenzen zu Farbmangelmutationen mittelamerikanischer und ostafrikanischer Cichliden, die leider ebenfalls noch nicht untersucht sind.

## Ökologie
Da Küssende Guramis schon lange Zeit in Dorftümpeln und Teichwirtschaften vermehrt, aufgezogen und gemästet werden, ist ihr genauer Ursprung kaum noch zu ermitteln. Die Verbreitung erstreckt sich heute über Thailand einschließlich vieler Inseln, die Malaiische Halbinsel sowie die großen und kleinen Sundainseln. Als Neozoon – ausgebürgert, aus Zuchtbetrieben entkommen oder als Laich durch Wasservögel ausgebreitet – leben Küssende Guramis heute auch auf den Philippinen, in Papua-Neuguinea, Australien, in Kolumbien, in der Karibik und werden auch in Florida immer wieder nachgewiesen. In der Natur besiedeln Küssende Guramis die flachen Uferzonen ruhiger Nebenarme von Flüssen, stehende Gewässer und nach der Regenzeit Überschwemmungsgebiete. Ihre Habitate sind an hohe Wassertemperaturen, starken Sonnenlichteinfall und daraus resultierenden Nährstoffreichtum, den sie als Planktonfresser benötigen, gebunden. Küssende Guramis bilden keine Paare, sondern größere soziale Einheiten, die als Schulen bezeichnet werden können.

## Fortpflanzung
Die Fortpflanzung erfolgt unter natürlichen Bedingungen nach der Regenzeit. Männchen und Weibchen bilden nur zu diesem Zweck und nur für die kurze Zeit des Balzens und Laichens eine Bindung. Das Laichgeschäft, bei dem sich die Partner drehend umschlingen, kann auch innerhalb einer größeren Gruppe erfolgen. Pro Laichphase werden mehrere tausend sehr kleine gelbliche Eier abgegeben, die leichter als Wasser sind, zur Oberfläche treiben und mit ihrer klebrigen Hülle an Pflanzenstängeln und Blättern haften. Innerhalb eines Tages schlüpfen die winzigen Larven. Sie ernähren sich noch mehrere Tage von ihrem Dottervorrat, bevor sie erstmals feinste Nahrungspartikel (Plankton, Infusorien, schwebenden Detritus …) aufnehmen. Küssende Guramis betreiben keine Brutpflege, auch nicht indirekt durch Revierverteidigung.

## Systematik
Der Gattungsname Helostoma wurde erstmals 1823 von Heinrich Kuhl und Conrad Jakob van Hasselt im Zusammenhang mit der Beschreibung von Helostoma striolatum erwähnt. Die beiden jungen Forscher hatten ihren Stützpunkt in Buitenzorg (heute Bogor) auf der Sundainsel Java und rapportierten ihre Entdeckungen in Briefen an die Königliche Akademie der Wissenschaften in Holland. Obwohl sie eindeutig wiedererkennbare Arten definierten, entsprachen ihre Texte nicht den Anforderungen an wissenschaftliche Artbeschreibungen, denn es fehlten überwiegend die dafür erforderlichen Diagnosen. Aus diesem Grund heißt der Küssende Gurami heute nicht Helostoma striolatum, sondern entsprechend der Artbeschreibung durch Georges Cuvier Helostoma temminkii Cuvier 1829. Diese Beschreibung erfolgte zwar nach den damals gültigen Regularien, aber nur in einer Fußnote, weshalb sie zwei Jahre später in einer größeren gemeinsamen Veröffentlichung von Cuvier und Valenciennes detaillierter wiederholt wurde. Nach dem Prioritätsprinzip ist die Beschreibung von 1829 gültig, Helostoma temminckii Cuvier & Valenciennes 1831 aber eine nicht valide Synonymbeschreibung. Von Pieter Bleeker stammen zwei weitere Synonyme aus dem Jahr 1845: Helostoma oligacanthum und Helostoma tambakkan. Auch Helostoma rudolfi, 1931 von dem österreichischen Biologen Machan beschrieben, gehört in die Synonymie. Bemerkenswerterweise wurden alle diese Beschreibungen von auf Java gesammelten Fischen vorgenommen. Der Holotypus ist verschollen. Die monotypische Gattung Helostoma Cuvier & Valenciennes 1829 bildet innerhalb der Unterordnung Anabantoidei (Labyrinthfische) eine eigene Familie (Helostomatidae).
Der Gattungsname setzt sich aus den altgriechischen Wörtern helos „Buckel“ oder „Warze“ (ἧλος – nicht aber ἓλος „Sumpf“) und stoma „Mund“ oder „Maul“ zusammen; er bezieht sich auf die auffälligen und ausgeprägten Lippen („Buckelmaul“). Der Artname ist eine Dedikation zu Ehren des holländischen Mediziners und Naturforschers Coenraad Jacob Temminck. Die der Erstbeschreibung entsprechende Schreibweise temminkii (ohne c) ist die gültige.

## Bedeutung für den Menschen
In Südostasien ist der Küssende Gurami ein beliebter und wichtiger Speisefisch, der gekocht, paniert, frittiert und gebacken wird. Auf Märkten werden die Fische überwiegend lebend angeboten. In der Natur erfolgt der Fang mit Reusen und Netzen. Die meisten Küssenden Guramis werden jedoch in Dorfteichen, Reisfeldern oder kommerziellen Teichwirtschaften gezogen. Dort werden sie mit Pflanzenabfällen und Stallmist (beziehungsweise mit den sich davon ernährenden Kleinstlebewesen) gemästet. Laut FAO wurden 2007 weltweit annähernd 16.000 Tonnen gefischte und rund 4.000 Tonnen erzeugte Küssende Guramis vermarktet. Darüber hinaus werden jährlich zehntausende Jungfische in Thailand und Malaysia als Aquarienfische gezüchtet. Überwiegend ist die xanthoristische Zuchtform im Handel, selten Albinos und gescheckte Morphen. Mit fluoreszierenden Lebensmittelfarben gespritzte Exemplare und ein „Ballongurami“ mit verkrüppelter Wirbelsäule sind ausschließlich für die Aquaristik produziert; in der Bundesrepublik Deutschland ist der Handel mit ihnen durch das Tierschutzgesetz untersagt.